# Peace, Love & Misunderstanding
Peace, Love & Misunderstanding (bra: Paz, Amor e Muito Mais; prt: Paz, Amor e Outras Confusões) é um filme independente de comédia dramática estadunidense de 2011 dirigido por Bruce Beresford e estrelado por Jane Fonda, Catherine Keener, Jeffrey Dean Morgan, Elizabeth Olsen, Nat Wolff, Chace Crawford, Kyle MacLachlan, e Rosanna Arquette. Foi filmada na cidade de Woodstock, Nova Iorque, mesma cidade em que o filme se passa. O filme teve uma estreia de gala no Festival de Toronto em 13 de setembro de 2011. Foi lançado nos cinemas em 8 de junho de 2012, começando em edição limitada. Foi lançado no DVD e Blu-ray Disc em 2 de outubro de 2012.[carece de fontes?]

## Sinopse
Quando seu marido lhe diz que quer o divórcio, devastada advogada de Manhattan Diane dirige para o norte do estado com seus dois filhos adolescentes para Woodstock para ficar com a distante mãe hippie. Neste charmoso vilarejo, Diane e seus filhos da cidade tem uma nova perspectiva de vida: filha leitora de poesia Zoe se interessa por um jovem açougueiro sensível Cole, filho nerd Jake encontra material para seu primeiro projeto cinematográfico, e Diane cresce perto de um relacionamento com um bonito carpinteiro/cantor Jude. Mais importante ainda, Diane finalmente tem a chance de acabar com a guerra antiga com a mãe que não vê há décadas.[carece de fontes?]

## Elenco
- Jane Fonda como Grace
- Catherine Keener como Diane
- Jeffrey Dean Morgan como Jude
- Elizabeth Olsen como Zoe
- Chace Crawford como Cole
- Nat Wolff como Jake
- Kyle MacLachlan como Mark
- Rosanna Arquette como Darcy
- Marissa O'Donnell como Tara
- Joyce Van Patten como Mariam
- Katharine McPhee como Sara

## Recepção
Peace, Love & Misunderstanding recebeu críticas negativas por parte dos críticos, onde já detém uma classificação de 29% no Rotten Tomatoes baseado em 65 opiniões com o consenso afirmando: "Peace, Love & Misunderstanding produz muitas risadas involuntárias com seu enredo absurdamente artificial e alegre insistência de que tudo é apenas super".

## Trilha sonora
A trilha sonora não foi liberado para a compra, mas o Internet Movie Database e tvmoviesongs.com listam músicas que foram tocadas ou realizadas no filme:
1. "Being On Our Own", realizada por Fruit Bats
2. "Scarborough Fair", realizada por Jane Fonda
3. "Scarlet Begonias", realizada por The Grateful Dead
4. "Loose Lucy", realizada por The Grateful Dead
5. "Cactus Flower Rag", realizada por Harper Simon
6. "Fake Hearted Lover Blues", realizada por Levon Helm
7. "You're Not The First", realizada por 'Gary Knox and the Streethearts'
8. "The Shine", realizada por Harper Simon
9. "Everyday", realizada por Vetiver
10. "Stella Blue", realizada por The Grateful Dead
11. "The Weight", realizada por Jeffrey Dean Morgan e Catherine Keener
12. "Seems Like Yesterday", realizada por Katharine McPhee
13. "Didj On The Mothership", realizada por Sympatico Rhythm Unit
14. "Changing Colors", realizada por Great Lake Swimmers
15. "What's Been Going On", realizada por Amos Lee
16. "Hold On", realizada por Angus e Julia Stone
17. "None The Wiser", realizada por Dorie Colangelo
18. "The Devil's Got My Secret", realizada por Mieka Pauley
19. "Peace Love and Understanding", realizada por The Gaylads
20. "What'll We Do 'Till Dawn", realizada por Jeffrey Dean Morgan
21. "Piano Sonata 22 in F", realizada por Blair McMullen
22. "Tema con Variazioni", realizada por Blair McMullen